# Joseph Jagger

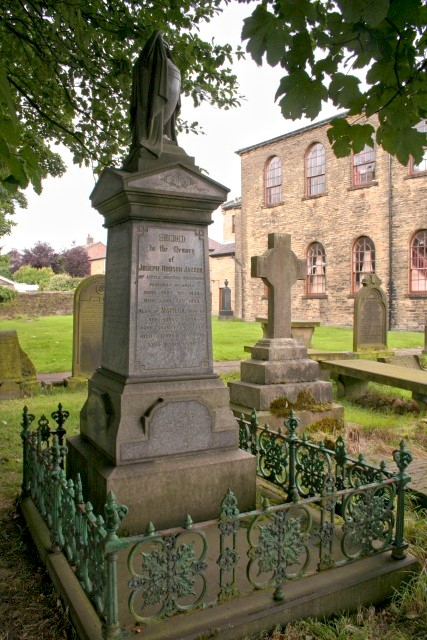
Tumba de Joseph Jagger.

Joseph Jagger (1830 - 1892) fue un ingeniero inglés famoso por haber ganado una fortuna en la ruleta en Montecarlo tras estudiar los números que más aparecían en ésta.

## Biografía
En el año 1873 observó en la fábrica textil donde trabajaba que las ruedas de hilar lana se gastaban y asoció el hecho con las ruedas que hacen girar la ruleta, y pensó que aprovechando su desgaste podía prever el resultado.
Visitó el casino de Montecarlo y con la ayuda de seis ayudantes fue tomando los resultados durante seis días de ruleta. Analizando lo anotado, reparó en que nueve números de una de las ruletas salían con más frecuencia que los otros. Jaggers apostó y ganó el equivalente a 300 mil dólares en cuatro días de juego. Al quinto día, notando que empezaba a perder, percibió qué el casino había cambiado la ruleta que él había marcado. Cuando la encontró, volvió a jugar y ganó nuevamente más de 450 mil dólares. Ante lo ocurrido, el casino empezó a actuar con mayor precaución, pero Jagger ya se había ido de Montecarlo
La canción The Man Who Broke the Bank at Monte Carlo fue escrita en 1892, año en que Jagger murió. También hay una película que lleva el mismo nombre.
- Datos: Q466568